# Ixia curta
Ixia curta  es una especie de planta fanerógama perteneciente a la familia de las iridáceas. Es originaria de Sudáfrica, pero se cultiva ampliamente como planta ornamental.  

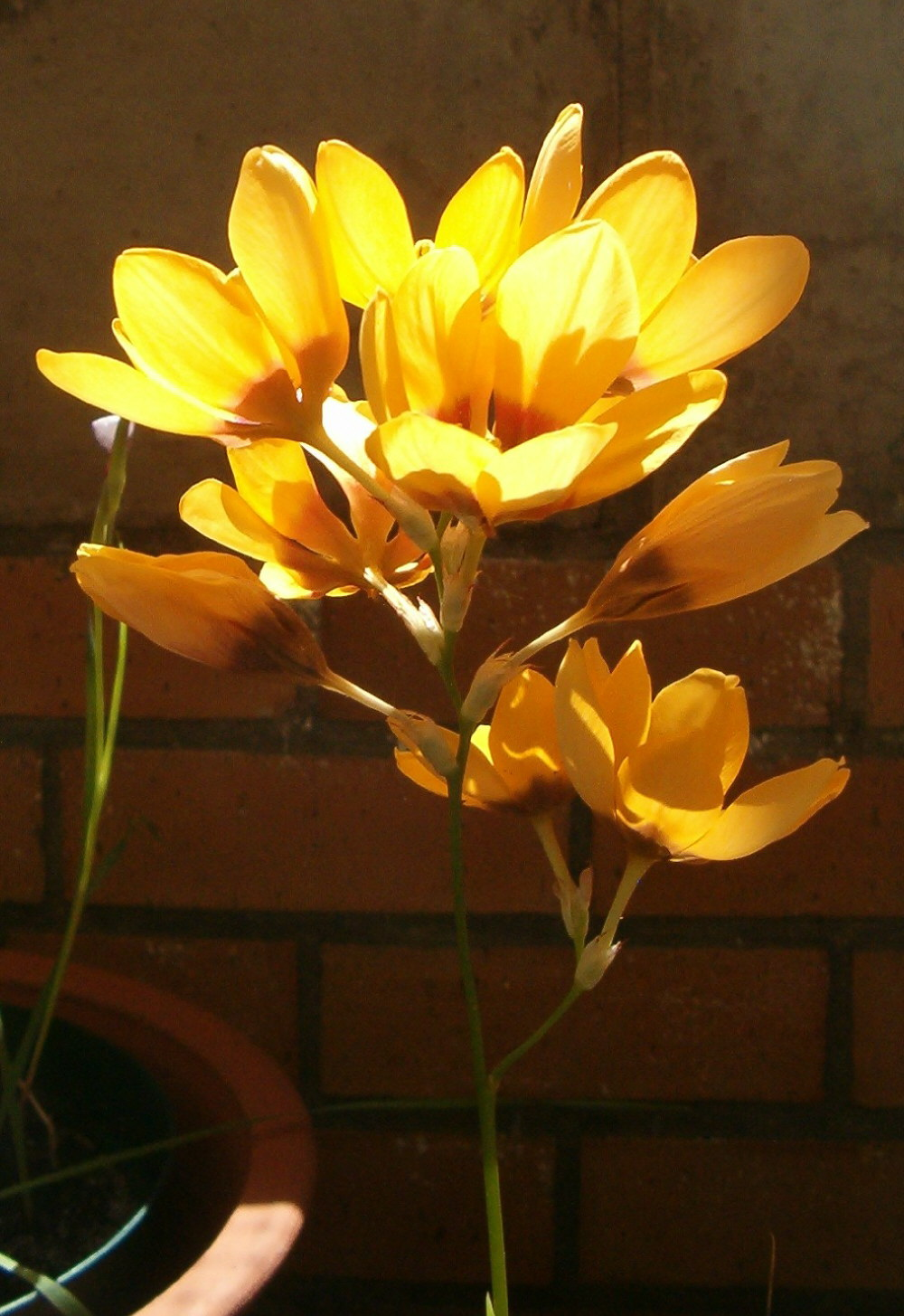
Flores

## Descripción
Ixia curta, es una planta herbácea perennifolia, geofita que alcanza un tamaño de 0.15 - 0.4 m de altura. Se encuentra a una altitud de 100 - 305 metros en Sudáfrica.
Ixia curta, crece en los pisos de arena y pistas en el suroeste de la Provincia del Cabo. Florece en primavera. Las flores son de color naranja con un centro marrón menudo esbozado por un centro rojizo. Es similar a Ixia monadelpha pero tiene las flores en forma de cuenco y los segmentos más amplios.

## Taxonomía
Ixia curta fue descrita por Henry Charles Andrews y publicado en Bot. Repos. 9: t. 564 1809.
Etimología
Ixia: nombre genérico que deriva del griego: ἰξία (ixia) (= χαμαιλέων λευκός, (leukos chamaeleon)), el cardo de pino, Carlina gummifera, una planta no relacionada en las (margaritas) de la familia Asteraceae.
curta: epíteto latíno que significa "corta"
Sinonimia
- Ixia monadelpha var. curta (Andrews) Ker Gawl.
- Ixia pallideflavens Eckl.
- Morphixia curta (Andrews) Klatt[5][6]